# Paula Modersohn-Becker

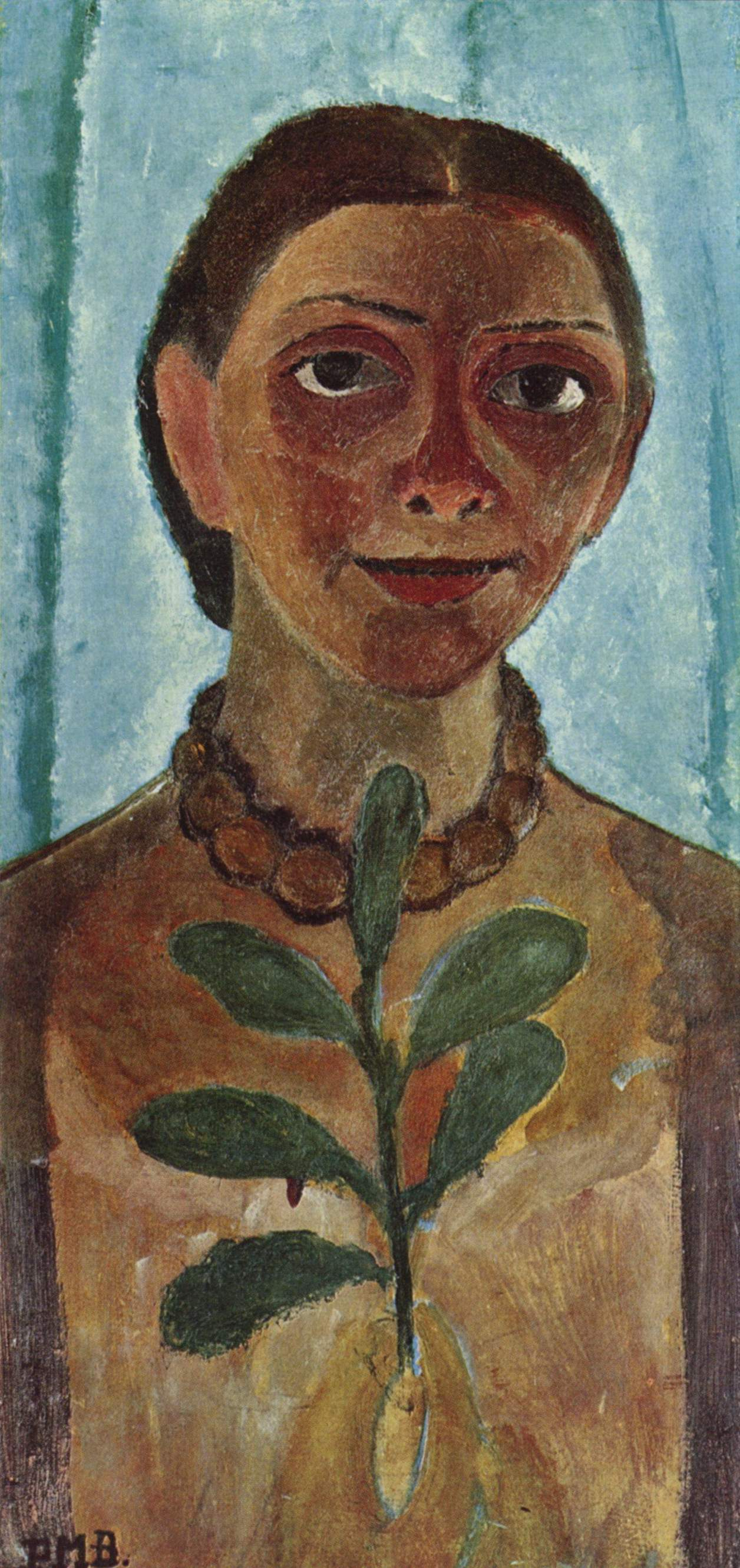
Selbstbildnis mit Kamelienzweig / Självporträtt (1906-1907). Beslagtagen av nazistiska myndigheter på Museum Folkwang 1937. Via Emanuel Fohn i privat ägo åren 1939–1957 innan museet förvärvade den tillbaka.

Paula Modersohn-Becker, född 8 februari 1876 i Dresden, död 21 november 1907 i Worpswede, var en tysk målare och en av de främsta företrädarna för den tidiga expressionismen. Hon tillhörde konstnärskolonin Worpswede och delade dess intresse för naturen och bondelivet.

## Biografi

### Familj
Paula Becker var dotter till Carl Woldemar Becker och Mathilde von Bültzingslöwen. Familjen bodde i Dresden Friedrichstadt, ett industriområde där Becker hade sitt kontor. 1888 flyttade familjen till Bremen.

### Tidiga år
Våren 1892 konfirmerades Becker i den lutherska kyrkan och till sommaren fick hon resa till en faster, som gift sig med John Hill, en godsägare i närheten av Southampton. Becker skickades till St John’s Wood Art School och fick bo i familjen Hills våning i London. 

### Utbildning
År 1893 började Becker studera vid Bremens lärarinneseminarium. På fritiden besökte hon ofta Bremens konsthall. Hon blev bekant med konstnärerna i Worpswede, Otto Modersohn, Heinrich Vogeler och Fritz Overbeck. Becker blev nära vän med Clara Westhoff, som studerade skulptur för Fritz Mackensen och senare gifte sig med Rainer Maria Rilke. I september 1895 blev hon 
klar med sin lärarutbildning. Hennes far ville att hon skulle börja arbeta som lärare, men hon valde att ge privatlektioner i måleri.
Våren 1896 fick Becker möjlighet att resa till en moster i Berlin och gå på en sex-veckors kurs i teckning och måleri anordnad av Verein der Berliner Künstlerinnen (Föreningen för kvinnliga konstnärer i Berlin). Till hösten började Becker en tvåårig konstutbildning med teckning, porträtt, akt och landskapsmåleri. Lärare var bland andra Jeanna Bauck, Ludwig Dettmann och Käthe Kollwitz.

### Konstnärskolonin Worpswede

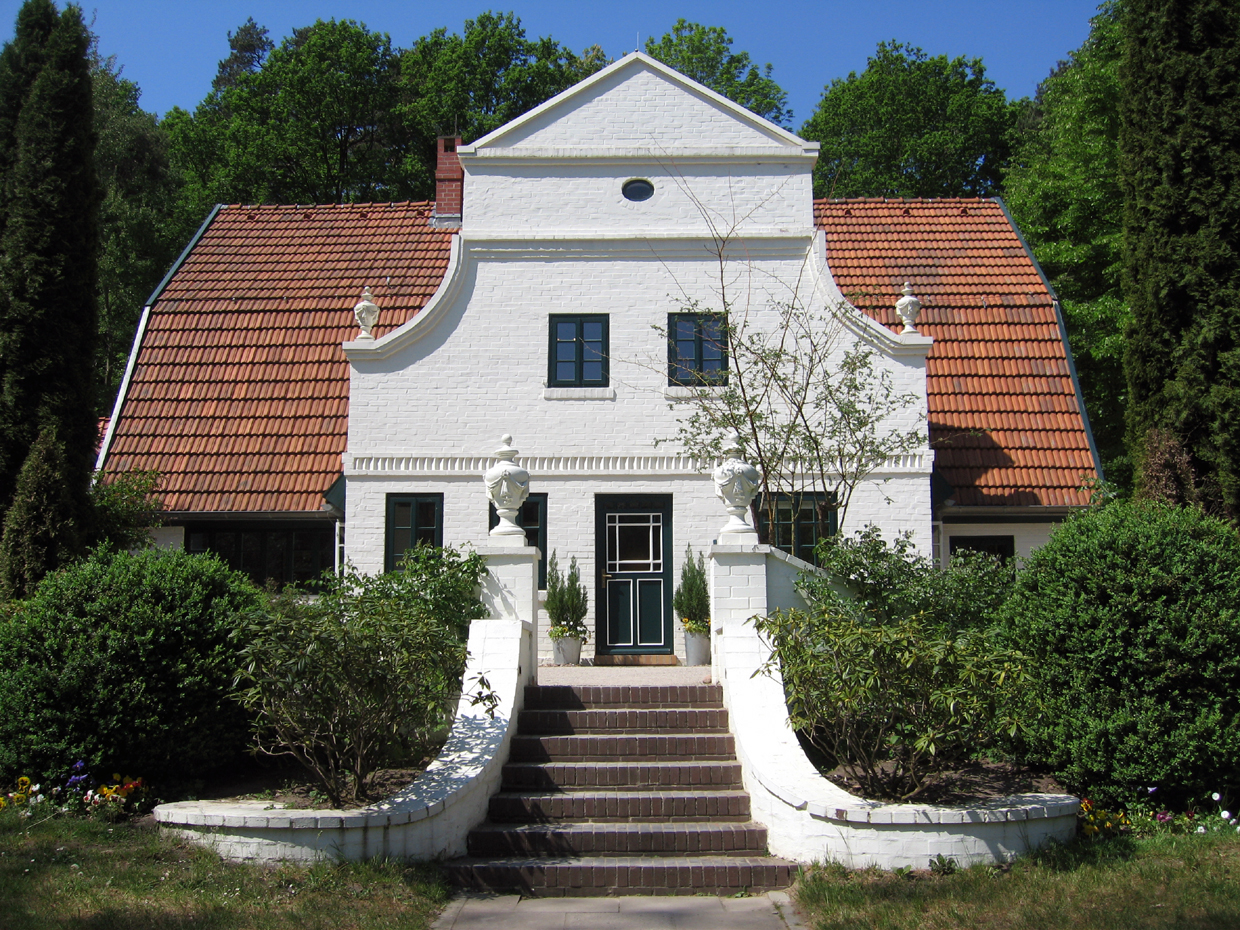
Worpswede Barkenhoff

Konstnärskolonin Worpswede grundades 1889 av Otto Modersohn, Fritz Mackensen och Hans am Ende. På 1890-talet kom konstnärerna Heinrich Vogeler, Marie Bock, Fritz Overbeck och Hermine Overbeck-Rohte. Vogeler fick ett arv, köpte huset Barkenhoff och inredde det i jugendstil. Paula Becker och Clara Westhoff flyttade till Worpswede 1897/98.

### Första resan till Paris
I början på 1899 reste Clara Westhoff till Paris och i december reste Becker efter och började studera vid Académie Colarossi i Montmartre. Hon tog också en kurs i anatomi och "förstår äntligen vad ett knä är”, skrev hon till sina föräldrar. Hon hyrde ett rum på Boulevard Raspail. Hennes födelsedag i februari firades med Clara och eleverna på Colarossi. Den första april 1900 öppnade den stora Världsutställningen och Becker blev förtjust i ”så många underverk från alla nationer”. Hon skrev till herr och fru Modersohn att de måste komma ner till utställningen. Fru Helen var sjuk, men hon lyckades övertala Otto Modersohn att komma i sällskap med Fritz och Hermine Overbeck och Mari Bock.

### Tre vänner
Sommaren 1900 kom poeten Rainer Maria Rilke från Prag på besök till Heinrich Vogeler. Rilke träffade Paula Becker och Clara Westhoff och blev förtjust i både den blonda och brunetten, konstnärinnan och skulptrisen. Men Paula förlovade sig med landskapsmålaren Otto Modersohn i september, och i november gifte sig Clara och Rilke.

### Äktenskap och Paris

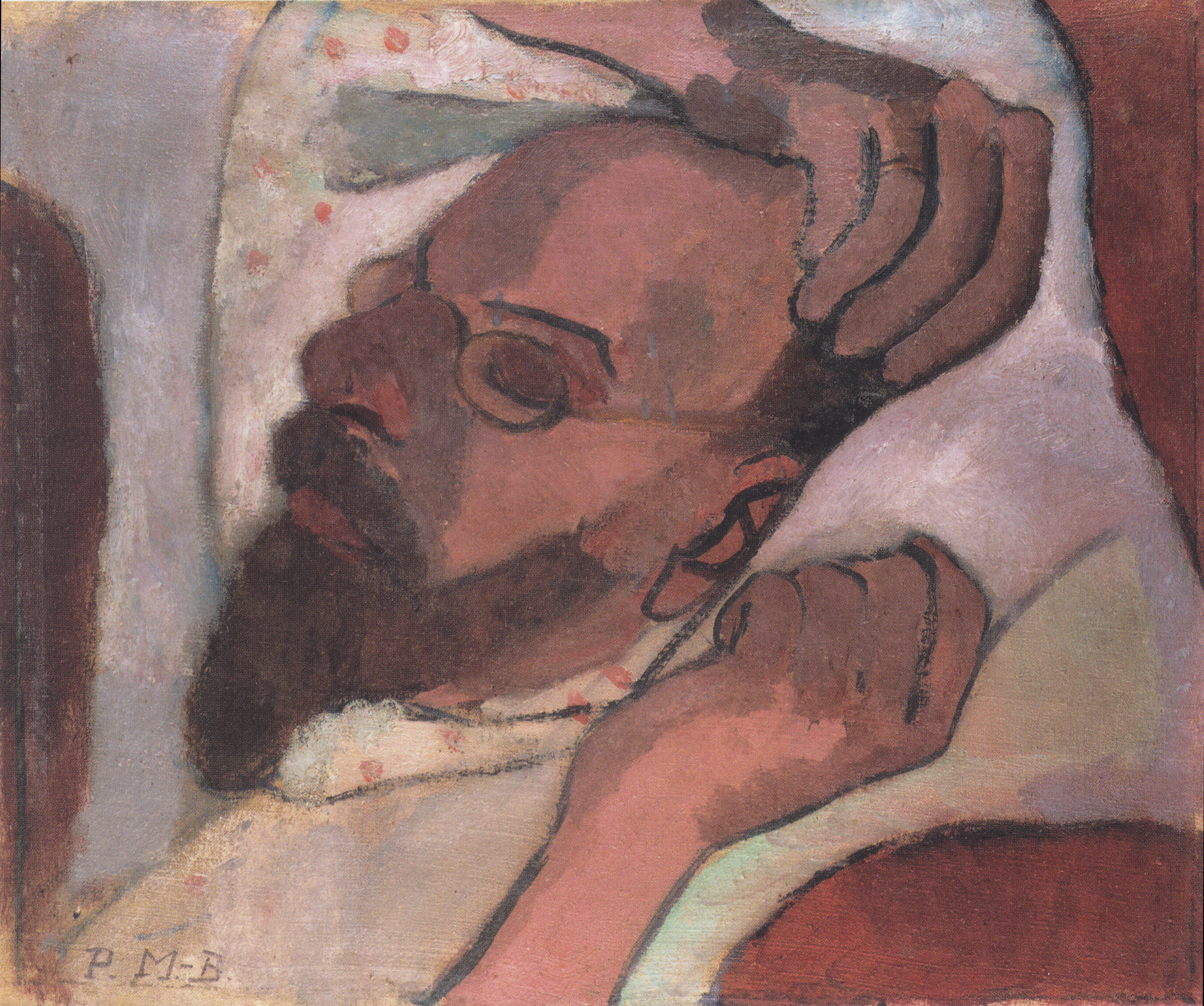
Otto Modersohn, sovande

Den 25 maj 1901 gifte sig Becker med Otto Modersohn i föräldrahemmet i Bremen. Modersohn var en framgångsrik målare och hade dottern Elsbeth, född 1898. Bröllopsresan gick till Berlin, Dresden, Sudetenland, Prag, München och  konstnärskolonin i Dachau. Paula blev inte lycklig i äktenskapet, hennes man hade anställt en hushållerska som tog hand om hemmet. Hon vantrivdes som hemmafru och längtade till Paris och våren 1903 fick hon Ottos tillstånd att resa. Modersohn-Becker levde upp, började på en ny målarkurs på Académie Colarossi, inspirerades av Goya, Delacroix och Fayyum-porträtt. Även våren 1905 fick hon resa till Paris. Otto besökte henne tillsammans med konstnären Heinrich Vogeler med hustrun Martha. Efteråt skrev Modersohn i sin dagbok att ”Det var ingen trevlig resa”.

### Sista åren och död

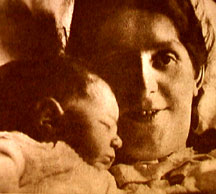
Paula med Mathilde, några dagar före sin död

I februari 1906 lämnade Modersohn-Becker hem och man och reste åter till Paris. Hon sökte upp Rilke som hade lämnat Clara Westhoff och var sekreterare åt Auguste Rodin. Rilke hjälper henne ekonomiskt och de tillbringar många söndagar i Fontainebleau eller i Chantilly. Hon lär känna den tyska skulptören Bernhard Hoetger, som blir  imponerad av hennes konst. Modersohn-Beckers självförtroende ökar och hon börjar måla febrilt, stilleben, självporträtt och många nakenstudier. Rilke återvänder till sin fru Clara och dottern Ruth.
Hösten 1906 skriver Otto Modersohn att han önskar försoning med sin hustru. Efter en tids tvekan ger Paula med sig och Otto reser till Paris. De bor nära varandra, men i var sin våning. De stannar i Paris i sex månader och när de återvände till Worpswede i mars 1907 är Paula gravid.
Den 2 november föds hennes dotter Mathilde efter en svår förlossning. Hennes läkare befarar barnsängsfeber och beordrar henne att förbli sängliggande. Den 20 november får hon stiga upp men ramlar och dör i emboli.

## Verk
Paula Modersohn-Becker arbetade först under influenser av Charles Cottet och Lucien Simon men anslöt sig senare till Paul Gauguin och Paul Cézanne och blev en av de främsta företrädarna för den tidiga expressionismen.
I juli och augusti 1937 beslagtog de nationalsocialistiska myndigheterna allt som fanns av henne på olika museer runt om i Tyskland. Det var 1 akvarell, 23 teckningar, 26 grafiska blad och 23 målningar. Allt avyttrades på olika sätt. En del är idag i privat ägo, en del har återbördats till museer. Inga av Modersohn-Beckers verk visades på vandringsutställningen Entartete "Kunst" (1937-1941), enligt det beslagsinventarium som Freie Universität Berlin har upprättat.

## Utställningar (urval)
- 1976 – Worpswede, Bremen.
- 2014 – Louisiana, Köpenhamn.[8]
- 2016 – Musée d’Art Moderne de la Ville de Paris.[9]
- 2018 – Waldemarsudde, Stockholm.[10]

## Galleri

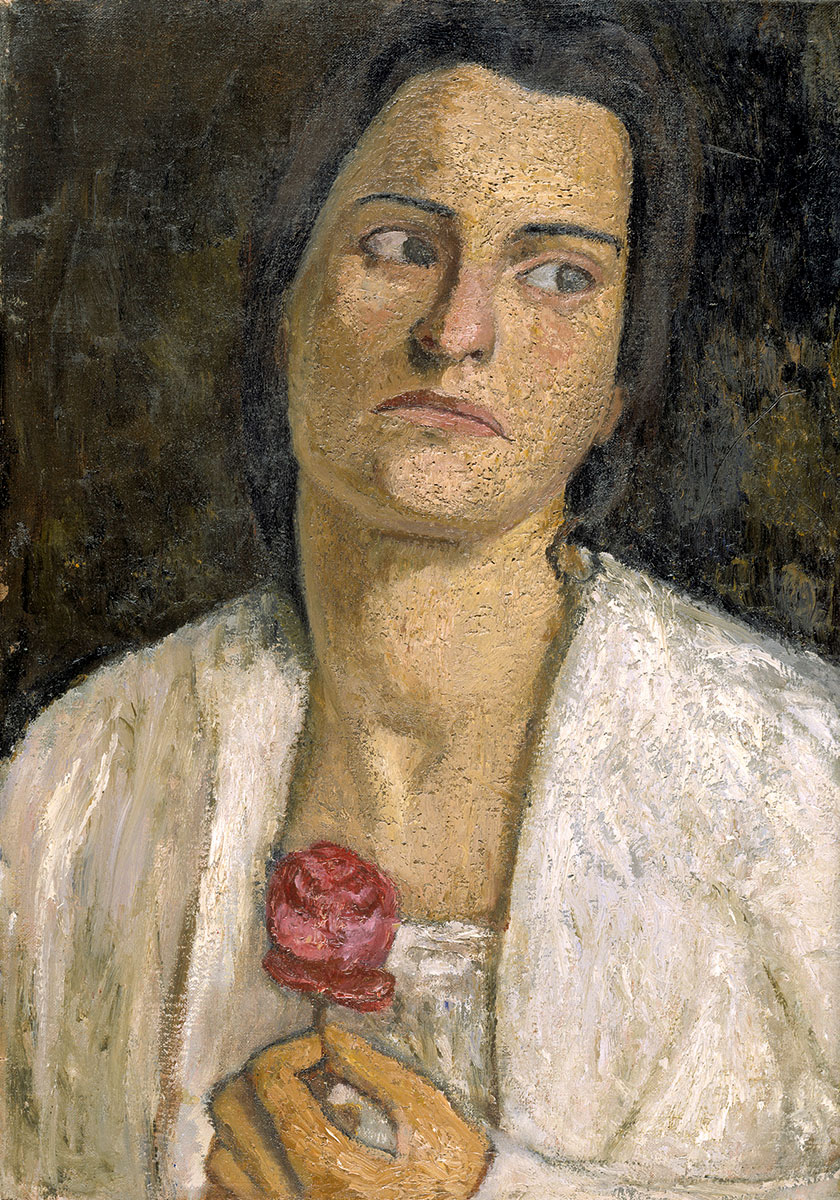
Clara Rilke-Westhoff
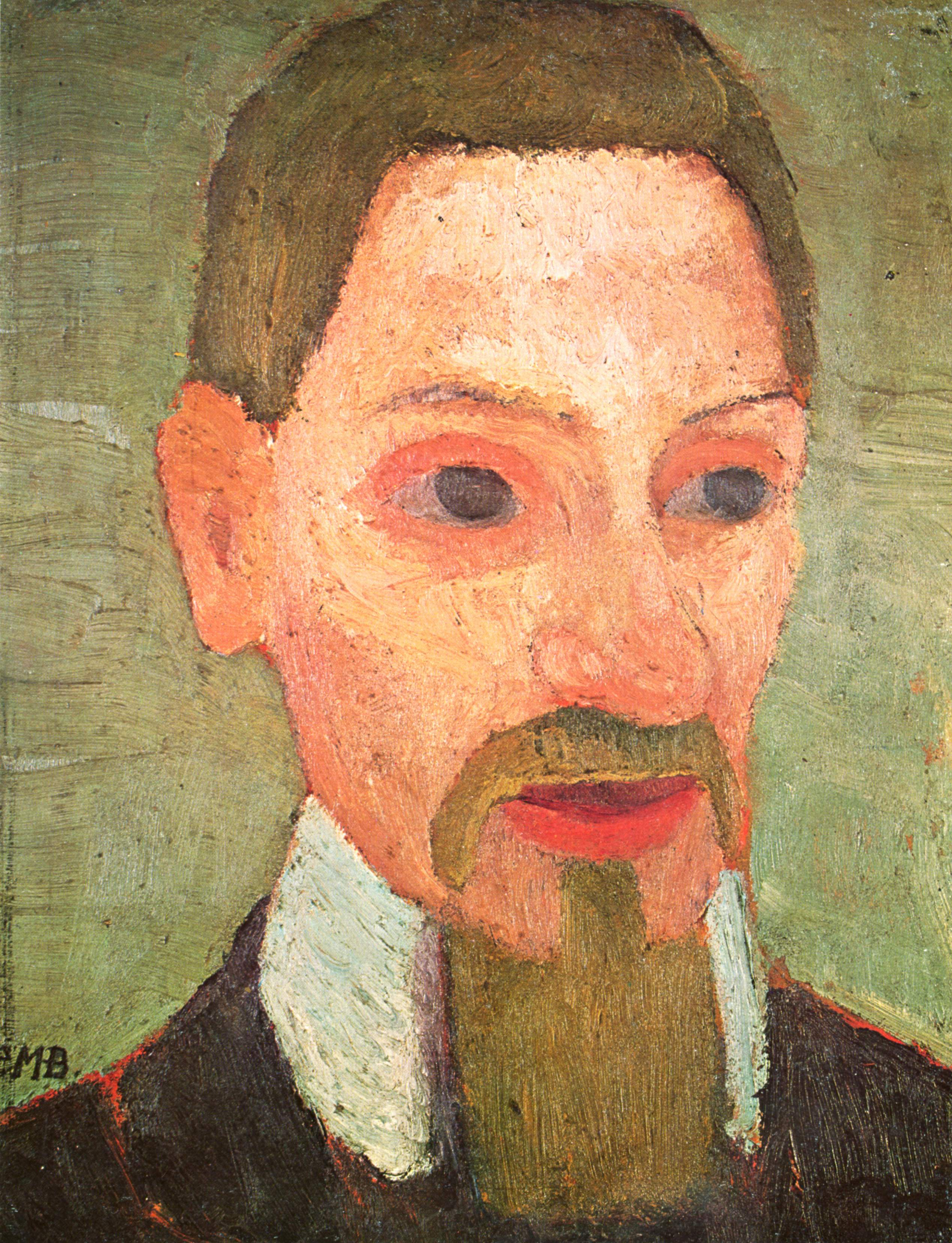
Rainer Maria Rilke
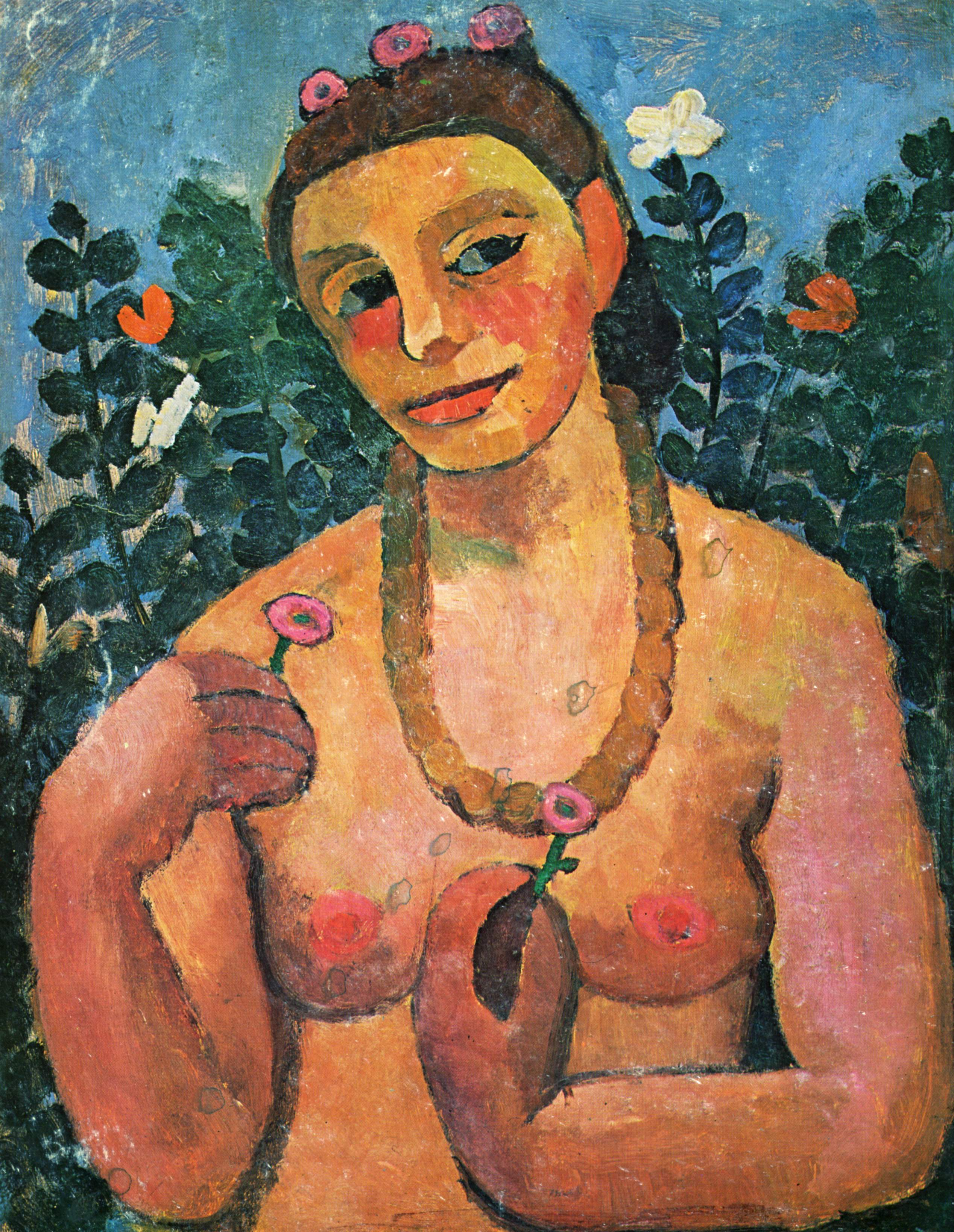
Självporträtt, naken
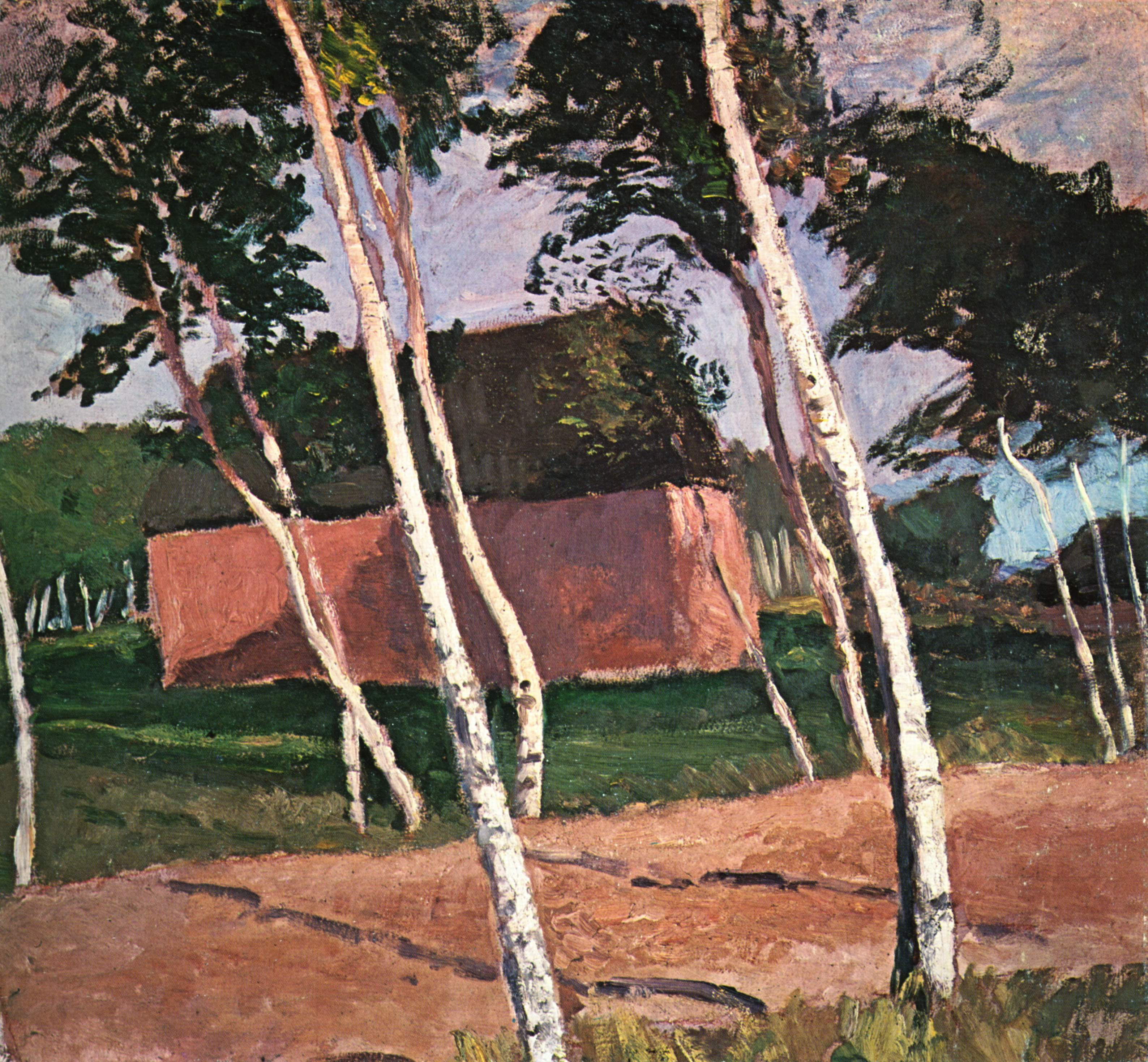
Landskap vid Worpswede
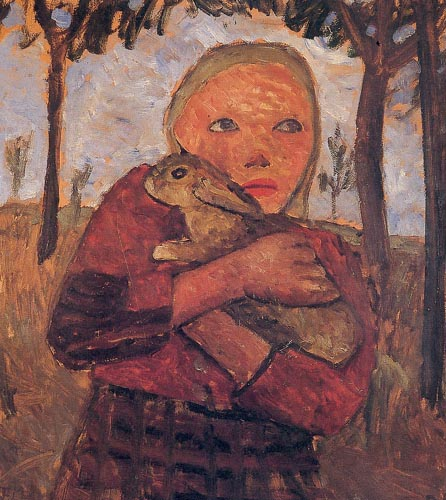
Flicka med kanin
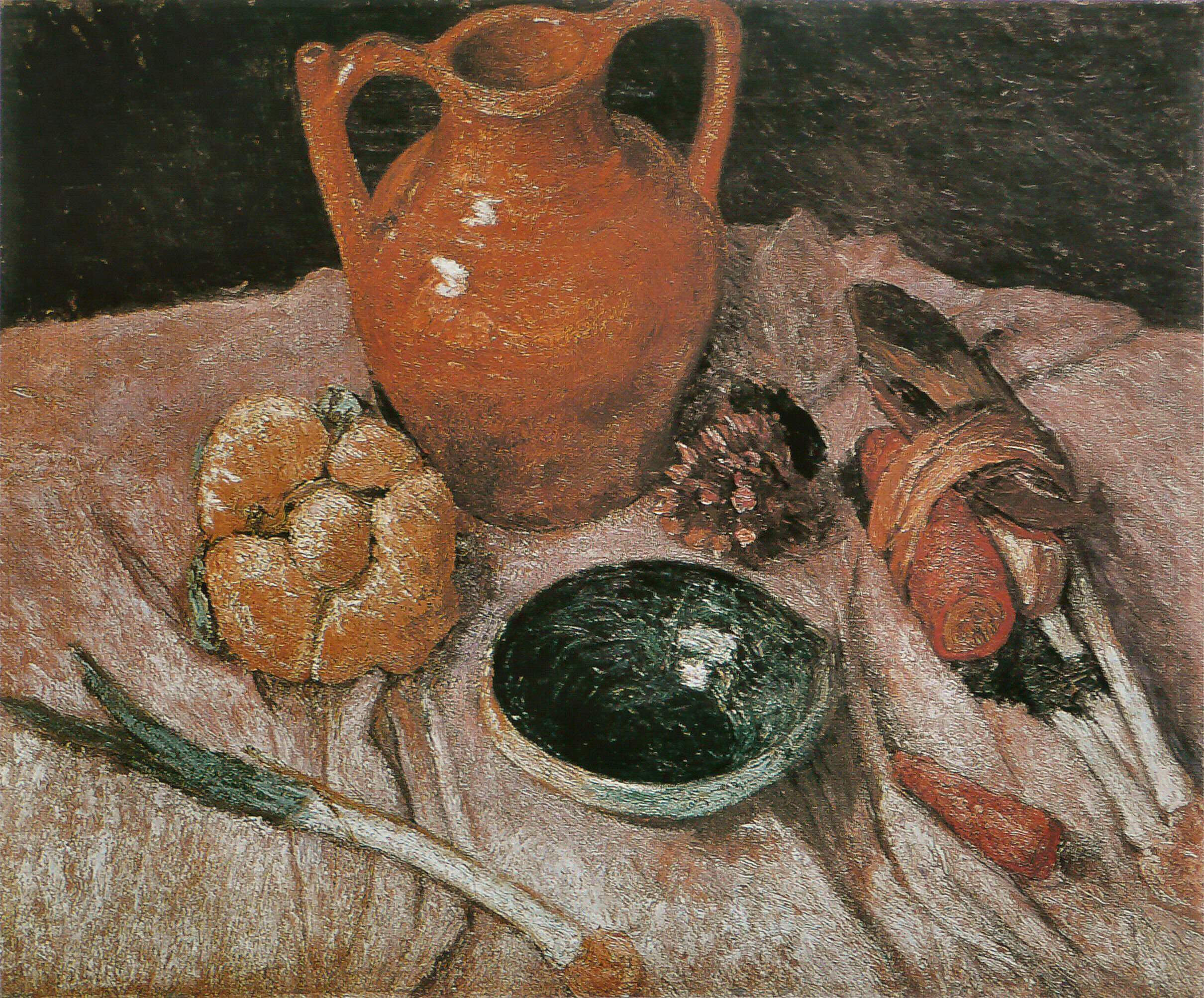
Stilleben